# واكا واكا (حان الوقت لإفريقيا)
واكا واكا (بالإنجليزية: Waka Waka This time for africa)‏ (بالإسبانية: Waka Waka Esto es África)‏ هي أغنية بوب من كلمات وغناء المغنية الكوليمبية شاكيرا وفرقة فريشلي غراوند من جنوب أفريقيا. وهي الأغنية الرسمية لبطولة كأس العالم لكرة القدم 2010. تم إصدارها في 7 مايو 2010 على شبكة الإنترنت وشبكات التداول والتحميل مثل آيتونز، ولقيت الأغنية نجاحاً باهراً حول العالم وكان لها استقبال كبير ونقد إيجابي وأصبحت أغنية عالمية.
تم إنتاج الأغنية ضمن البوم استمع! الألبوم الرسمي لبطولة كأس العالم لكرة القدم 2010 والذي تم إصداره في 31 مايو 2010.و تم إصدار نسخة أخرى من الأغنية ضمن ألبومها الغنائي السابع Sale El Sol (شروق الشمس). و قد قامت كل من شاكيرا وفرقة فريشلي غراوند بأداء أغنية واكا واكا في حفل افتتاح كأس العالم في مدينة سويتو في 10 يونيو 2010، والختام في 11 يوليو 2010.

## خلفية
الأغنية إعادة لأغنية لفرقة قديمة من الكاميرون حيث تم اقتباس المذهب المكرر فقط منه وهي لازمة شعبية في تلك المنطقة وقد قامت شاكيرا بتأليف أجزاء الأغنية في مزرعتها في كولومبيا وقامت شاكيرا بتسجيل الأغنية مع فرقة فريشلي غراوند والتي قالت عنهم «تعلمت الكثير منهم في المستوى العام وفي الموسيقى بشكل خاص ومطربتهم الرئيسية لها صوت باهر ومميز وهو ما شجعني أنا بالتحديد على الغناء مع مثل هذه الفرقة الموهوبة».

الأغنية تلقت نقد إيجابي فقد كان للأغنية نغمة خاصة غير مألوفة لآذان العالم وقد كانت كلمات الأغنية شديدة التعبير عن مناسبة عالمية يحتفل بها العالم كل أربعة أعوام وكان توزيع الأغنية ملائم وسهل وبسيط حتى تكون سريعة الحفظ وهذا بالفعل حدث فقد كان الناس يرددون الأغنية والمذهب الخاص بها كثرا وزاد تأثر الأغنية بصورة أكبر عنما تم بدأ البث للموسيقى التصويرية للأغنية بطريقة الفيديو كليب.

## الفيديو
تم إصدار الموسيقى التصويرية للأغنية في 6 يونيو 2010 وكانت الأغنية بتقنية شكل ثلاثي الأبعاد وشارك في الفيديو العديد من نجوم كرة القدم مثل جيرارد بيكيه وداني ألفيس وكارلوس كاميني ورافاييل ماركيز وليونيل ميسي وظهرت فيه مشاهد للعديد من المباريات السابقة ولاعبين مشاهير أمثال مارادوناو بيليه ورونالدو وتقوم فيه شاكيرا بحركات راقصة عديدة من تصميمها وترتدي فيه زي متعدد الألوان وحولها أربعة راقصات واشتهرت رقصة واكا واكا كثيرا بعد هذا الفيديو حيث قام العديد من المعجبين بأداء الرقصة على الأغنية وإذاعتها على يوتيوب وشاركت شاكيرا في صفحتها الرسمية على موقع التواصل الاجتماعي الشهير فيسبوك فيديو فيه كل المعجبين الذين قاموا بأداء الرقصة حيث عرضت شاكيرا مقتطفات عديدة من الرقصات في عديد من دول العالم مثل الصين وفرنسا ومصر وتونس وألمانيا والولايات المتحدة الأمريكية ومن المعجبين من فضل نشره على يوتيوب وقام بوضع أغنية أو تعليقات عليها.و نتيجة للشعبية الكبيرة التي تلقتها الأغنية قامت بعض المعجبات بأداء عروض فكاهية على الأغنية ومن أشهرها "Kaka Maca" والذي تمت مشاهدته على إليه تيب أكثر من 13 مليون مشاهدة في شهرين فقط.

الفيديو واحد من أكثر الفيديوهات التي تمت مشاهدتها على يوتيوب فقد تمت مشاهدته 250.000.000 مرة في عام 2010 فقط ومجموع المشاهدات للنسخة الإنجليزية أكثرمن827.000.0000 مشاهدة. والنسخة الإسبانية من الفيديو والتي تم إصدارها رسميا تمت مشاهدتها أكثر من 150 مليون مشاهدة وهذا بخلاف النسخ الأصلية الأخرى التي تم إصدارها من القنوات الأخرى على يوتيوب ليصل إجمالي مشاهدات هذا الفيديو على موقع يوتيوب أكثر 977.000.000 والنسخة الإنجليزية تبعا لشركة فيفو هي ثالث أكثر فيديو تمت مشاهدته على يوتيوب فقط بعد رضيع للفنان الشاب الكندي جاستن بيبر ورومانسية سيئة للفنانة الأمريكية الشابة ليدي غاغا.

## الأداء المباشر
قامت شاكيرا بأداء الأغنية في حفل افتتاح كأس العالم 2010 في جنوب إفريفيا مع فرقة فريشيلي غراوند وكان الحفل يتضمن مغنيين آخرين مثل إيكون وكنان وفيرجي واليشيا كيز وغيرهم من الفنانين من ألمانيا وجنوب إفريقيا وكان الزعيم نيلسون مانديلا أحد الحضور الحاشد لهذا الحفل وقد غنت فيه شاكيرا 3 أغنيات وهم على الترتيب She Wolf ووراكي لا تكذب وواكا واكا إلى جانب مشاركة في ختام حفل الافتتاح مع مغنيين آخرن.كما قامت شاكيرا بأداء الأغنية في حفل الختام أيضا وهذه المرة كان تتؤدي الأغنية في وسط الملعب وكان عرض الختام شدشد الإبهار حيث كانت شاكيرا تتلألأ في فستان متعدد الألوان إلى جانب فريشلي غراوند وفي نهاية عرضها ظهرت في أرضية الملعب كلمة شكرا بجميع لغات البلاد التي شاركت في هذه الدورة من كأس العالمزو خارج نطاق كأس العالم أدت شاكيرا الأغنية في مهرجان بامبي الألماني ومهرجان إم تي في لاتيني مع أغنية غجر وفي مهرجان إم تي في أوروبا وغيره من المهرجانات.كما ضمت شاكيرا الأغنية إلى قائمة الأغاني التي تغنيها في جولتها الفنية The Sun Comes Out World Tour وتختتم بها شاكيرا حفلتها الغنائية عادة في البلدان التي تزورها وتغني بها.

## مراكز السباق والشهادات
| البلد                                 | المركز | الشهادة              |
| ------------------------------------- | ------ | -------------------- |
| أستراليا                              | 32     | أسطوانة بلاتينية     |
| بلجيكا                                | 1      | 3x أسطوانة بلاتينية  |
| كندا                                  | 11     | 2x أسطوانة بلاتينية  |
| الدنمارك                              | 4      | 3x أسطوانة بلاتينية  |
| هولندا                                | 6      | أسطوانة بلاتينية     |
| فنلندا                                | 2      | أسطوانة بلاتينية     |
| فرنسا                                 | 1      | 14x أسطوانة بلاتينية |
| هنغاريا                               | 1      | أسطوانة بلاتينية     |
| أيرلندا                               | 10     | أسطوانة بلاتينية     |
| إيطاليا                               | 1      | 5x أسطوانة بلاتينية  |
| اليابان                               | 12     | 2x أسطوانة بلاتينية  |
| ألمانيا                               | 1      | 2x أسطوانة بلاتينية  |
| نيوزيلندا                             | 34     | أسطوانة ذهبية        |
| النرويج                               | 2      | 2x أسطوانة بلاتينية  |
| سلوفاكيا                              | 2      | أسطوانة بلاتينية     |
| السويد                                | 45     | أسطوانة ذهبية        |
| المملكة المتحدة                       | 21     | أسطوانة ذهبية        |
| الولايات المتحدة (أعلى 100)           | 38     | أسطوانة ذهبية        |
| الولايات المتحدة (أغاني راديو لاتيني) | 4      | أسطوانة بلاتينية     |
| الولايات المتحدة (لاتيني)             | 2      | 4x أسطوانة بلاتينية  |
| اسكتلندا                              | 17     | 2x أسطوانة ذهبية     |
| مصر                                   | 6      | أسطوانة بلاتينية     |
| أسبانيا                               | 1      | 2x أسطوانة بلاتينية  |
| المغرب                                | 1      | 7x أسطوانة بلاتينية  |